# Gertschiola
Gertschiola is een geslacht van spinnen uit de familie trilspinnen (Pholcidae).

## Soorten
Het geslacht kent de volgende soorten:
- Gertschiola macrostyla (Mello-Leitão, 1941)
- Gertschiola neuquena Huber, 2000